# 維拉科略山 (伊丘尼亞-皮查卡尼)
16°19′15″S 70°20′21″W / 16.32083°S 70.33917°W
維拉科略山（Wila Qullu），是秘魯的山峰，位於該國南部莫克瓜大區和普諾大區，由伊丘尼亞區和皮查卡尼區負責管轄，屬於安地斯山脈的一部分，海拔高度5,020米。